# 谷落

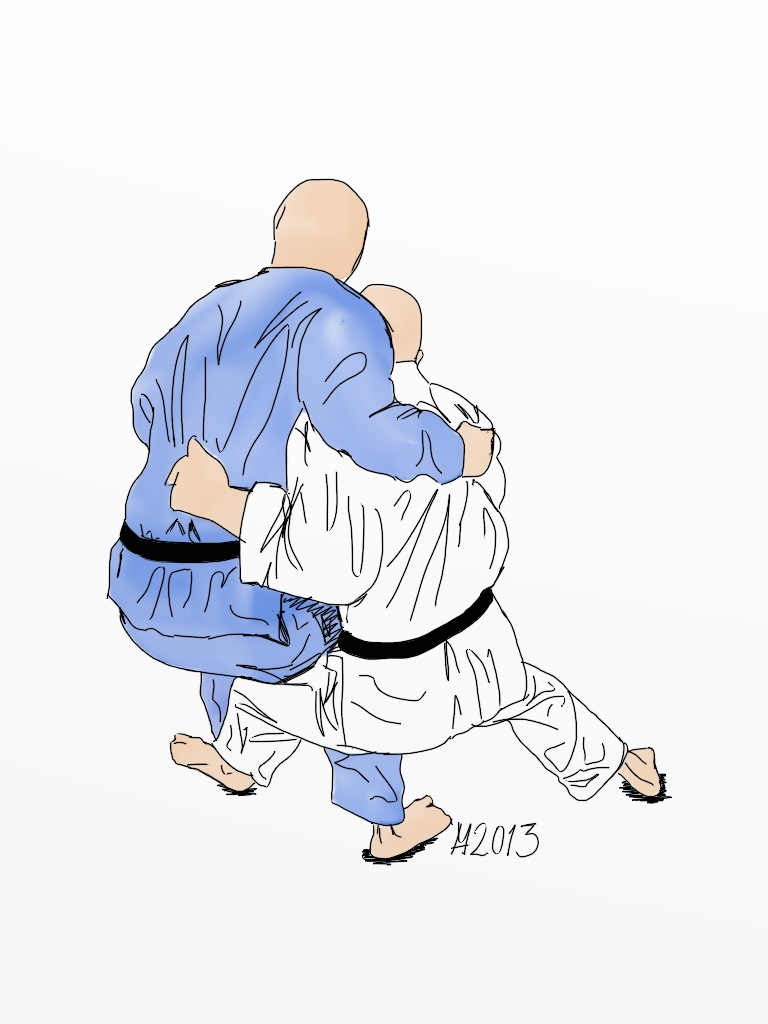
谷落のイラスト

谷落（たにおとし）は、柔道の投技で横捨身技の一つ。講道館や国際柔道連盟 (IJF) での正式名。IJF略号TNO。

## 概要
相手の横か後ろから、脚を伸ばして相手の両脚に当て、相手と一緒に真後ろに倒れこんで投げる技。右組の場合、技を仕掛ける側（取）は相手（受）を真後ろまたは右後ろ隅に崩し、背後または右側方から左脚を相手の両脚の後ろに当て、受の右側に倒れ込み（体を捨て）ながら、後方に投げる。
1926年、柔道の技術書『新式柔道』で金光弥一兵衛は谷落について、理論に走り実際に適せぬ技または妙味に乏しい技、だとして掲載を省略した旨、記載する。1982年、講道館技名称が制定されると谷落は含まれていた。

## 変化
取は左手で受の左袖をつかみ、それを右腋で抱えるようにして上から右手を深く差し入れ受の左太腿を後から抱えて低い体勢を取る。その右腋と左手で受の左腕を固めたまま右手で抱えた左太腿をすくい上げながら、後方に反って投げる真捨身技の谷落もある。
特殊な組み手から掛けるため相手に悟られやすいが、受の状態を固めているため深く入ってしまうと防ぐのは難しく、かつては試合でもしばしば見られたが、のちに帯より下をつかむことができなくなり使用は制限されている（詳細は組み手_(柔道)#脚掴みの禁止を参照のこと）。このため、この技を使うことは非常に難しくなった。

### 腕引き落とし
腕引き落とし（うでひきおとし） (draw down with arm) は両手で相手の片腕を取っての谷落。両手で相手の左腕を取って、それを右腋で抱え右肘を上げて絞り込む。右肩を入れて相手のふところに入り込む。両手で相手を下に引っ張り右脚を相手の左脚に背後から掛けて相手を真下に倒す。上述の変化技に似ているが手で相手の脚を掬わないので脚掴み禁止のルールでも使用できる。

### 脇落
脇落（わきおとし）は左手を受けの左腋に差し込みながらの谷落。柔道家の大沢慶己の得意技で彼が開発し命名した。1959年、講道館機関誌『柔道』で柔道家の高橋浜吉は、この技の名称ははっきりせず、掬投、帯落、横落、谷落などの説があり掬投、帯落は捨身技ではないのでないだろうが、横落か谷落か、決めるのは難しいけど、谷落が近いだろう旨、述べている。その後、講道館機関誌『柔道』や大沢慶己は1982年の「講道館柔道の投技の名称」発表以前は掬投に分類していた。1960年、柔道家の細川九州男は古式の形の虚倒や合気道の技を取り入れた掬投を変化させた技であると思う旨、述べている。合気道の入身投げに似ている。1965年、柔道家の小谷澄之は、腋をすくい上げつつ押し倒してるので掬投の一種といえる旨、述べている。「講道館柔道の投技の名称」発表へ向けて、講道館では新名称の候補に挙がったが、谷落の変化とすることになり、採用されなかった。別表記腋落。

## 返し技として
背負投や内股、払腰などの背中を見せる技の前への崩しが不十分だった時、体を右側にずらしながら左脚で受の両脚を止め体を捨てながら投げる。相手が背中を見せているため、前から入るよりも容易になる。内股返、払腰返、跳腰返等から、体を捨てたケースとも言える。